# Brendan Balfe
Pour les articles homonymes, voir Balfe.
Brendan Balfe (né le 19 septembre 1945 à Dublin) est un animateur de radio irlandais.

## Carrière
La comédie est une caractéristique de nombreux programmes de Balfe. Il remporte trois International Awards for radio comedy et son journal parodique Pathetic New dans Balfe Street est la seule satire originale diffusée à la radio irlandaise pendant de nombreuses années. Il établit un record radiophonique international pour une émission de 12 heures alors que se produit au même moment l'assassinat de Robert Francis Kennedy.
Balfe est le porte-parole de l'Irlande au Concours Eurovision de la chanson entre 1974 et 1977. Il commente également pour RTÉ à la radio  pour le concours de 1983 et à la télévision pour le concours de 1986.
En 1986, Balfe remporte un Jacob's Award pour sa série documentaire radiophonique The Spice of Life.
De 1999 à 2010, Balfe est coordinateur de la politique musicale de RTÉ Radio 1, responsable du choix de la musique contemporaine dans la programmation et est la toute première voix sur RTÉ 2fm.
Le 24 mars 2008, Balfe anime la dernière émission de radio diffusée sur le service à ondes moyennes de RTÉ, Medium Wave Goodbye, une sélection personnelle d'articles diffusés sur le service depuis 1926.
Balfe prend sa retraite en septembre 2010 après quarante ans de carrière à la RTÉ, après le dernier épisode de sa série documentaire radiophonique en 11 parties, The Irish Voice.